# コンバース・テクノロジー
コンバース・テクノロジー (英:Comverse Technology, Inc., NASDAQ:CMVT)はイスラエルで創業され、現在は米国ニューヨーク州ナッソー郡ウッドベリーに所在する企業。通信関連ソフトウェアやソリューソン等を開発販売している。1982年に創業され、通信サービス提供事業者とりわけ移動体通信網オペレータ向け高付加価値サービスを提供することに焦点を当てている。

## 子会社
- Comverse: コンバースは、音声、メッセージング、モバイルインターネットやモバイル広告、課金、顧客管理、IP通信向け付加価値サービスを可能にするソフトウェアおよびシステムを提供している。 コンバースのソリューションはIN網やマネージド・サービスを含む柔軟なデプロイメント・モデルをサポートし、回線交換、IP、IMS、およびこれらの統合ネットワーク環境上で動作可能である。顧客は130ヶ国にわたる500以上の通信サービス提供事業者に及び、加入者数は20億を超える。[1] 本社は米国マサチューセッツ州ウェイクフィールドにある。日本支社である株式会社日本コンバースは東京都新宿区等にオフィスがある。

- Verint Systems: ベリントシステムズは、企業や政府の労働力の最適化やセキュリティ情報に関するソリューションを提供している。製品は、収集された膨大な情報をもとに、労働力の最適化やセキュリティ目標を達成する支援を行う。ベリントのソリューションは 150ヶ国 10,000 以上の組織で使用されている。[2] 本社はニューヨーク州メルヴィルにあり、全世界で 2500人の従業員が働いている。 日本支社であるベリントシステムズジャパン株式会社は東京都千代田区にオフィスがある。
- Ulticom: ウルチコムは移動網、固定網およびインターネット通信向けシグナリング・ソリューションを提供している。製品は、モビリティ、位置サービス、課金サービス、回線交換サービス、メッセージングサービスを展開するための電気通信設備やサービスプロバイダにより世界中で使用されている。本社はニュージャージー州マウントローレルにある。
- Startel:スターテルはコールセンター向けの音声・データ・ネットワークの統合ソリューションを世界中で提供している。
- Starhome: スターホームは移動体オペレータ向けローミングサービスを提供している。サービス・ポートフォリオには、国際ローミングサービス、インテリジェント・ネットワーク(IN)や次世代ネットワーク(NGN)などの技術を利用したソリューションなどがある。

## 上場廃止から再上場まで
- 2006年5月 経営幹部らのOption Backdatingと呼ばれるストックオプション報酬の付与日付を偽装するスキャンダルが発覚。創業者のコビ・アレクサンダーは米国とは犯罪人引渡し条約が締結されていないナミビアへ逃亡するが逮捕される。
- 2007年2月 スキャンダルに絡み有価証券報告書および四半期報告書が提出されずNASDAQ上場廃止。
- 2010年3月現在　問題の有価証券報告書類はまだ提出されていない。[3]
- 2010年7月 有価証券報告書未提出に絡み、ピンクシートからの登録抹消に関する一次決定がSECによりなされる。[4]
- 2011年4月 2003年から2005年に発生した連邦海外腐敗行為防止法違反につき、米国政府との間で280万ドルを支払うことで合意。[5]
- 2011年9月 ナスダックへ再上場。[6]

## リストラクチャリング
- 2010年12月 Ulticom(ウルチコム)をen:Platinum Equityへ売却。[7]